# IPhoto
iPhoto是一款由蘋果公司为Mac OS X操作系统和iLife软件套装编写，用于管理数码照片的应用软件。iPhoto只能运行在Mac OS X，不能在早期的Classic版Mac OS或其它操作系统上运行。然而在2012年初，蘋果公司也发布了能在iOS系統上運行iPhoto的版本。2015年，iPhoto正式由新軟體「照片」取代。
iPhoto提供以下的服务：
- 柯达提供的专业照片冲印
- 精装书制作：$29.95美元能制作10页双面的11"x8.5"内页。同时提供其它格式。
- 与.Mac整合：在线发布照片

以上服务只在美国、日本和一些欧洲国家提供。

## 版本特色
iPhoto 4.0的特色：
- 最高支持25,000张照片
- Rendezvous图片共享：不需要设置便能允许Mac用户通过本地网络观看其它电脑上的照片
- 用星星为图片评分
- 智能相本：与iTunes智能播放列表类似，通过拍摄日期、评分等条件创建相册。
- 支持大部分数码相机而不需要驱动程序
- 编辑功能（在前文列出）
- 幻灯片模式：在幻灯片模式时能同时播放iTunes中的音乐；四种转场模式包括苹果著名的cube效果
- 为.Mac成员提供的屏幕保护程序制作：可以将制作成的屏幕保护程序发布到iDisk上，让其它Mac OS X使用
- 把照片库备份到CD或DVD中

iPhoto 5.0於2005年一月釋出，增加了以下的功能：
- 支援RAW格式
- 直接支援由數位相機產生的電影。
- 更多編輯能力，包含使用dashboard來編輯顏色、曝光、亮度以及影像強度。
- 支援個別的幻燈片和儲存相簿設計
- three book sizes, and double-sided pages in books
- 月曆的標籤，使用日期來尋找相片
- "關鍵字"標籤可以用來群組相片，而不用使用相簿；這些關鍵字可以使用Spotlight來搜尋。
- 在美國4x6 柯達沖洗價格降低到19¢